# Babylon's Fall
Babylon's Fall foi um jogo eletrônico de RPG de ação desenvolvido pela PlatinumGames e publicado pela Square Enix. Foi lançado em 3 de março de 2022 para Microsoft Windows, PlayStation 4 e PlayStation 5.

## Jogabilidade
Babylon's Fall é um jogo eletrônico de RPG de ação hack and slash jogado a partir de uma perspectiva em terceira pessoa. O jogador assume o controle de um Sentinela, que deve escalar uma enorme torre conhecida como Zigurate. Os jogadores começam em uma área central conhecida como Sentinel Force HQ, onde podem interagir com outros jogadores, visitar lojas ou ferreiros para comprar ou atualizar equipamentos e acessar missões. Cada missão pode ser jogada sozinha, embora o jogo também possua um modo multijogador cooperativo para até quatro jogadores. Os jogadores sobem de três a quatro andares em cada missão até chegarem ao cume da torre. Ao longo do caminho, os jogadores desbloquearão itens que podem ser usados para aumentar a força dos personagens.
Cada sentinela está equipada com duas armas. No entanto, o jogador também está equipado com um dispositivo conhecido como Gideon's Coffin. Ele permite que os jogadores carreguem mais duas armas espectrais. Essas armas não podem mais ser usadas quando a barra de energia espectral estiver esgotada, embora ela seja reabastecida gradualmente ao longo do tempo. O jogo apresenta cinco tipos de armas diferentes, incluindo espadas, martelos, arcos, cajados e escudos. No final de cada fase, os jogadores são premiados com itens e equipamentos. A qualidade do equipamento depende do desempenho do jogador em uma fase. Os jogadores podem obter melhor desempenho variando seu estilo de ataque, eliminando inimigos rapidamente e evitando ataques.

## Desenvolvimento
Babylon's Fall foi desenvolvido pela PlatinumGames. De acordo com o produtor Junichi Ehara, a equipe queria expandir o sistema de combate de Nier: Automata e experimentar o modo multijogador com Babylon's Fall. O seu estilo de arte visual foi inspirado em pinturas a óleo europeias clássicas, e os gráficos foram criados usando texturas semelhantes a lonas. O jogo também emprestou recursos de Final Fantasy XIV, um jogo multijogador massivo on-line (MMO) criado pela publicadora Square Enix. O protagonista da história foi comparado a um gladiador romano pelo roteirista Kenichi Iwao. A primeira versão beta fechada foi apresentada em julho de 2021 no Japão e em agosto de 2021 na Europa e América do Norte. A versão beta recebeu uma recepção mista, com jogadores reclamando do estilo visual ilegível do jogo. A equipe de desenvolvimento avaliou as respostas dos jogadores e ajustou os gráficos do jogo para garantir que eles fiquem menos borrados e pixelados.
Babylon's Fall foi revelado na E3 2018 durante a conferência de imprensa da Square Enix. O jogo foi apresentado novamente três anos depois, durante a E3 2021, com a Square Enix proclamando que o título adotaria o modelo de "jogo como serviço". Isso significa que o jogo seria suportado com atualizações gratuitas, novos modos de jogo e conteúdo pós-lançamento. A PlatinumGames abriu um novo estúdio em Tóquio em 2020 para ajudar a empresa a fazer jogos como serviço em tempo real. Babylon's Fall foi lançado em 3 de março de 2022 para Microsoft Windows, PlayStation 4 e PlayStation 5, com suporte para jogabilidade multiplataforma. Os jogadores que compraram a versão Digital Deluxe do jogo puderam jogá-lo em 28 de fevereiro de 2022.

## Encerramento
Em setembro de 2022, após o fracasso de crítica e vendas, as desenvolvedoras anunciaram o encerramento do suporte ao produto e o fechamento dos servidores, decretando assim a morte do jogo cerca de seis meses após seu lançamento . As atualizações planejadas para o jogo foram imediatamente suspensas, assim como as vendas do jogo base e dos produtos digitais relacionados. Os servidores do jogo foram definitivamente fechados em 28 de fevereiro de 2023 .

## Recepção
Babylon's Fall recebeu críticas "geralmente desfavoráveis" de acordo com o agregador de resenhas Metacritic.
A Destructoid gostou do combate, elogiando os seus combos e esquivas "escorregadias", mas sentiu que a estrutura real do jogo era chata, dizendo: "A maioria dos desafios são os mesmos corredores, remixados e os mesmos inimigos, ligeiramente ajustados". A Rock Paper Shotgun não gostou da progressão do jogo, escrevendo que é desnecessariamente confusa: "Você corre pelos corredores e entra em arenas progressivamente mais difíceis [...] Vença uma arena e o jogo lhe dará uma classificação, como Stone ou Bronze ou Pure Platinum, que também te rende... nada?".